# 下地玄信

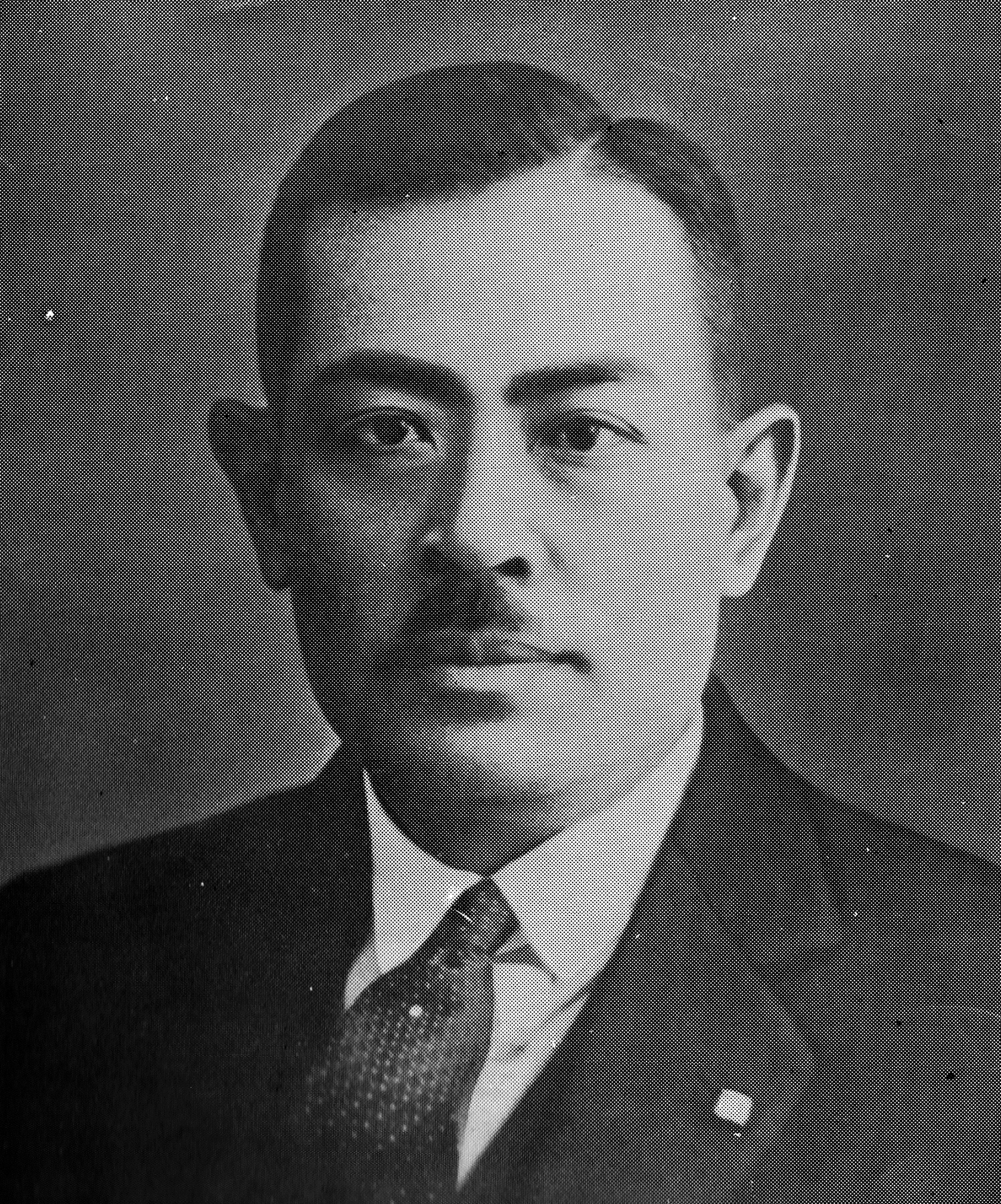
下地玄信近影

下地 玄信（しもじ げんしん、明治27年（1894年）6月30日 - 昭和59年（1984年）5月23日）は、日本の公認会計士。沖縄県宮古島市出身。日本公認会計士協会初代副会長を務めた。
東亜同文書院卒業。関西公認会計士協会支部長、財団法人下地玄信育英会 の設立者でもある。

## 経歴
宮古島平良市の下地玄忠の長男として生まれる。小さい時から大柄でその風貌から「今西郷」と言われていた。旧制首里中学（沖縄県立首里高等学校）校卒。その後、東亜同文書院を卒業後、森恪を慕って三井物産に入社後、三井三池炭鉱で働く。連隊で一年志願兵として従軍し、退社後、鉱山業失敗で100万円の負債を抱えるも保険会社の外交員として関西経済界で頭角を現す。
昭和8年頃、満州事変をきっかけに西洋のアジア侵略に備え、日本アジア協会で、松井石根大将と親睦を重ね、アジア民族大会日本代表に選出される。アジア民族大会が大政翼賛会に吸収されるとともに理事に就任。ドイツ救難船、ロベルトソン号の救済をきっかけに、ドイツ皇帝ウィルヘルム1世より、宮古島に記念の石碑を受ける。ドイツ政府より、鉄十字章を受ける。
昭和17年、松井石根大将とソ連国境にわたり満州国皇帝に拝謁する。中華民国国民政府・汪兆銘主席と親交を持つ。昭和20年、戦後、戦時国家経済体制への協力を問われるも、平和への献身を深め関西と郷里の沖縄宮古の復興を企図する。
朝日新聞社主、村山龍平の死後の相続税をめぐり、当時の朝日新聞と毎日新聞の株価を推し量り、米国で会計制度を学んだ会計士とともに相続税額を算定したことをきっかけに、村山家と交流を持ち公認会計士制度の研究・計画を本格的に開始する
昭和24年、立法により最初の公認会計士制度が成立し、公認会計士となる。株の売買や企業業績、国際政治の知見を買われ、政財界の知古を頼り全国組織の創設を提案する。社団法人日本公認会計士協会を設立し、副会長になるとともに、近畿支部の支部長となった。
昭和34年、黄綬褒章叙勲。
昭和46年、沖縄が日本復帰に際し、平良名誉市民となる。昭和48年4月、沖縄県育英会に1000万円の寄付をする。下地育英文庫を寄贈し、琉球大学にも寄贈。その後、財団法人下地玄信育英会を創設し、現在（2010年代）に至るまで、奨学生を都市に送り続けている。下地玄信を記念した、唱和が作られた。